# Offenes Buch
In der Mathematik sind Offene Bücher (engl.: open book decompositions) gewisse Zerlegungen von Mannigfaltigkeiten, die bei der Klassifikation von Kontaktstrukturen und bei der Konstruktion von Blätterungen nützlich sind.

## Definition
Sei {\displaystyle M} eine geschlossene orientierte {\displaystyle n}-Mannigfaltigkeit. Ein offenes Buch auf {\displaystyle M} ist ein Paar {\displaystyle (B,\pi )} mit:
1. {\displaystyle B} ist eine orientierte {\displaystyle (n-2)}-dimensionale Untermannigfaltigkeit, die Bindung des offenen Buches.
2. {\displaystyle \pi \colon M\setminus B\to S^{1}} ist ein Faserbündel, so dass {\displaystyle \pi ^{-1}(\theta )} das Innere einer kompakten {\displaystyle (n-1)}-dimensionalen Mannigfaltigkeit {\displaystyle \Sigma _{\theta }} – der Seite des offenen Buches – und {\displaystyle \partial \Sigma _{\theta }=B} für alle {\displaystyle \theta \in S^{1}} ist.

## Existenz
Satz von Alexander (1920): Jede geschlossene orientierte 3-Mannigfaltigkeit lässt sich als offenes Buch darstellen.
Satz von Winkelnkemper (1973): Eine einfach zusammenhängende geschlossene Mannigfaltigkeit der Dimension {\displaystyle n\geq 6} lässt sich als offenes Buch darstellen genau dann, wenn ihre Signatur verschwindet. (Letzteres trifft insbesondere immer zu, falls {\displaystyle n} nicht durch 4 teilbar ist.)
 

## Blätterungen
Sei {\displaystyle (B,\pi )} ein offenes Buch auf einer 3-Mannigfaltigkeit {\displaystyle M}. Dann hat {\displaystyle M-B} eine Blätterung durch Fasern von {\displaystyle \pi } und auf einer Umgebung der Bindung {\displaystyle U(B)=B\times D^{2}} kann man die Reeb-Blätterung definieren, diese hat insbesondere {\displaystyle B\times \partial D^{2}} als ein kompaktes Blatt. Durch Turbulisierung kann man die Blätterung auf {\displaystyle M\setminus U(B)} tangential zu diesem kompakten Blatt machen, erhält also eine Blätterung auf ganz {\displaystyle M}.

## Kontaktstrukturen
Sei {\displaystyle (B,\pi )} ein offenes Buch auf einer 3-Mannigfaltigkeit {\displaystyle M}. Eine Kontaktstruktur {\displaystyle \xi =\ker(\alpha )} wird von {\displaystyle (B,\pi )} getragen, wenn
1. {\displaystyle d\alpha } eine positive Volumenform auf jeder Seite {\displaystyle \Sigma _{\theta }} ist und
2. {\displaystyle \alpha >0} auf der Bindung {\displaystyle B}.

Satz von Thurston-Winkelnkemper (1975): Jedes offene Buch trägt eine Kontaktstruktur.
Satz von Giroux (2000): Jede orientierte Kontaktstruktur wird von einem offenen Buch getragen. Zwei vom selben offenen Buch getragene Kontaktstrukturen sind isotop.